# Villarquemado
Villarquemado ist ein Ort und eine Gemeinde (municipio) mit 870 Einwohnern (Stand: 2024) im Zentrum der Provinz Teruel in der Autonomen Region Aragonien im östlichen Zentralspanien.

## Lage und Klima
Villarquemado liegt im Süden des Iberischen Gebirges etwa 24 km (Fahrtstrecke) nordwestlich der Stadt Teruel in einer Höhe von ca. 995 m. Durch die Gemeinde führt die Autovía A-23. Das Klima ist gemäßigt bis warm; Regen (ca. 446 mm/Jahr) fällt übers Jahr verteilt.

## Bevölkerungsentwicklung
| Jahr      | 1970 | 1981 | 1991 | 2001 | 2011 | 2021 |
| Einwohner | 1299 | 1176 | 1053 | 942  | 909  | 845  |

Die Mechanisierung der Landwirtschaft sowie die Aufgabe bäuerlicher Kleinbetriebe und der daraus resultierende Verlust an Arbeitsplätzen haben in der zweiten Hälfte des 20. Jahrhunderts zu einem deutlichen Bevölkerungsrückgang (Landflucht) geführt.

## Sehenswürdigkeiten
- Kirche Mariä Himmelfahrt (Iglesia de Nuestra Señora de la Asunción)
- Marienkapelle
- Antoniuskapelle
- Rathaus

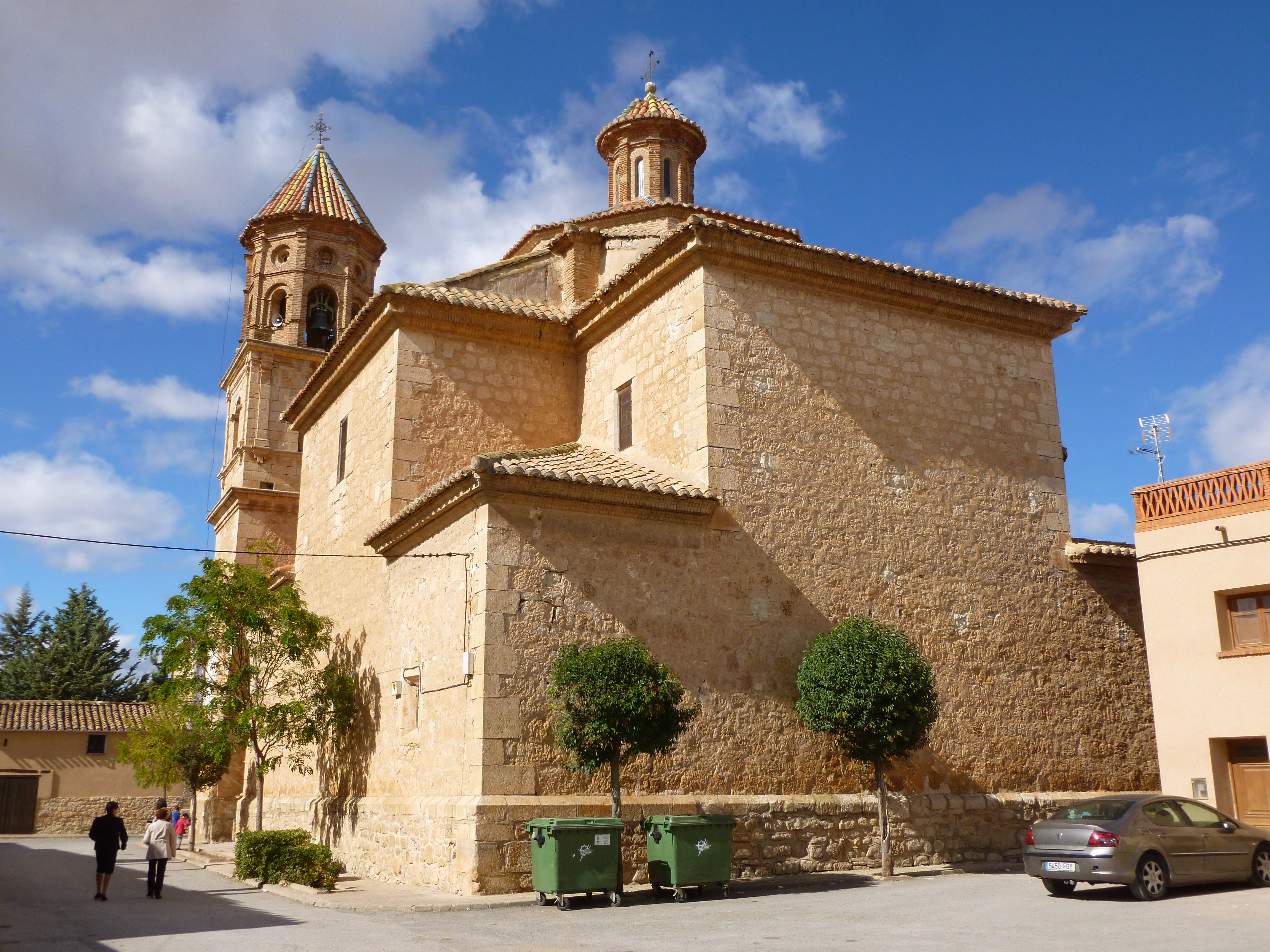
Kirche Mariä Himmelfahrt
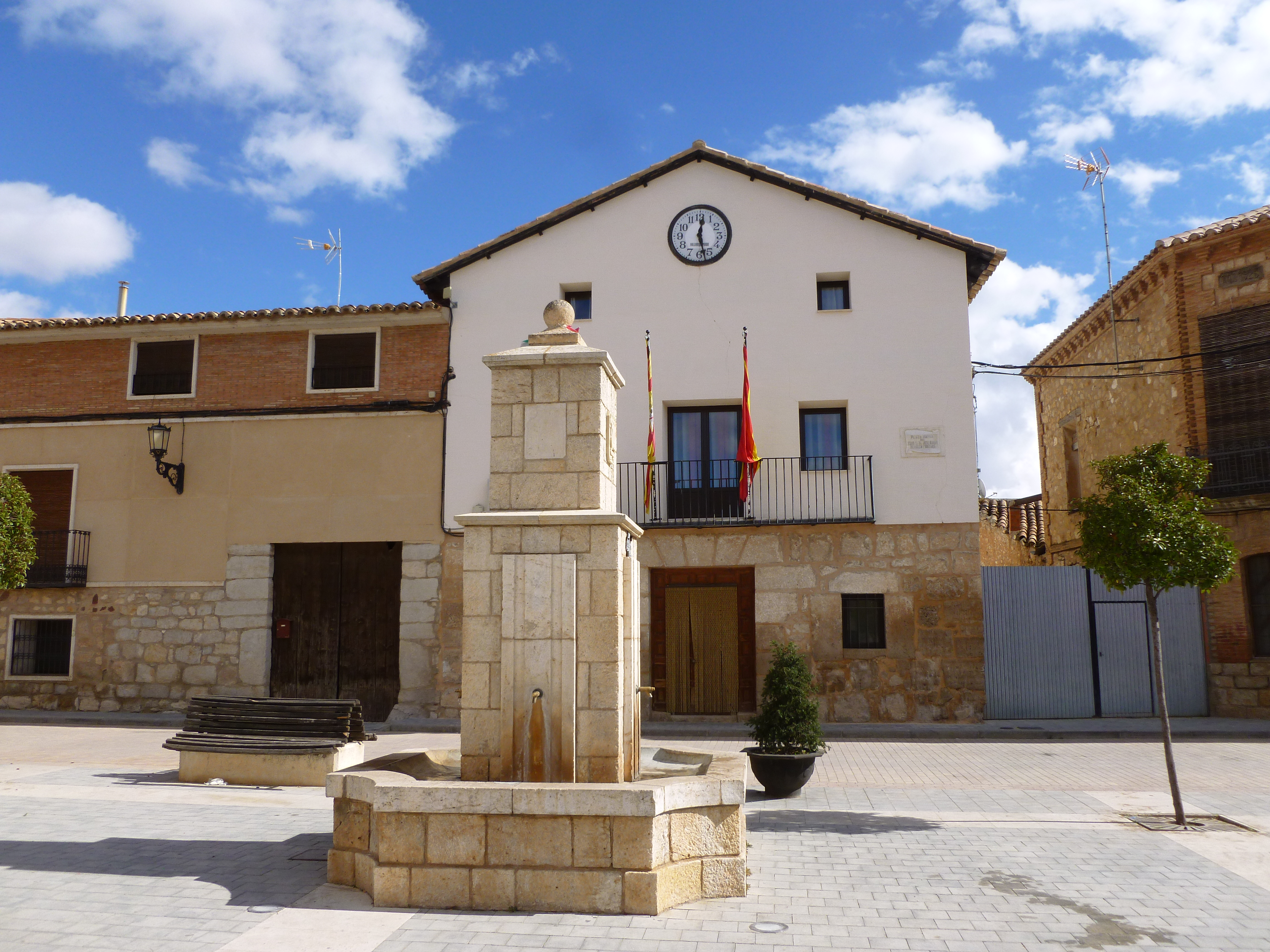
Rathaus

## Persönlichkeiten
- Santiago Sebastián (1931–1992), Kunsthistoriker und Hochschullehrer